# Johny Léonard
Johny Léonard (ou Johnny Léonard), né le 3 octobre 1941 à Bonnevoie-Sud, est un footballeur international luxembourgeois. 
Il évoluait au poste d'attaquant. Entre 1962 et 1970, il compte 32 sélections, 8 buts en équipe nationale.

## Biographie
Révélé à l'Union Luxembourg, avec lequel il est plusieurs fois meilleur buteur du championnat luxembourgeois, il signe en 1967 au FC Metz, en première division du championnat de France. Brillant par ses qualités athlétiques et son jeu de tête, le néo-professionnel inscrit en deux saisons de championnat respectivement 18 et 13 buts en 37 et 28 apparitions,. 
Il rejoint ensuite la Belgique et joue deux saisons pour l'ARA La Gantoise.

## Carrière
- 1962-1967  Union Luxembourg
- 1967-1969  FC Metz (72 matchs, 35 buts)
- 1969-1971  ARA La Gantoise
- 1971-1972  RAA louviéroise
- 1972-1976  Sportive Thionville[4]

## Distinctions personnelles
- Meilleur buteur du championnat du Luxembourg en 1964, 1965 et 1966